# Чернече (Новогеоргіївський район)
Чернече — колишнє село Новогеоргіївського району Кіровоградської області.
Наприкінці 1950-х років затоплене водами Кременчуцького водосховища. Всього затоплено усі 136 дворів села.